# United Soccer Leagues Professional Division 2012
Nel 2012, alla seconda edizione dalla sua creazione, la United Soccer Leagues Professional Division si svolse con undici partecipanti, uno in meno dell'anno precedente a causa del ritiro del FC New York.

## Formula
Il campionato si svolge con un calendario sbilanciato: ogni squadra disputa 24 incontri di stagione regolare, 12 in casa e 12 in trasferta, incontrando almeno due volte ciascun avversario. Rispetto all'anno precedente si ha l'unificazione delle due division con un'unica classifica finale. Vengono ridotte a 6 le partecipanti ai play-off: le prime due entrano direttamente nelle semifinali mentre le classificate dal terzo al sesto posto disputano un primo turno preliminare. Tutti i turni si disputano ad eliminazione diretta in partita unica.
Alla squadra con più punti al termine della stagione regolare viene assegnata la Commissioner's Cup.

## Squadre partecipanti
| Club                   | Città        | Stato             | Stadio                      | Capacità |
| ---------------------- | ------------ | ----------------- | --------------------------- | -------- |
| Antigua Barracuda      | Saint John's | Antigua e Barbuda | Stanford Cricket Ground     | 5.000    |
| Charleston Battery     | Charleston   | Carolina del Sud  | Blackbaud Stadium           | 5.100    |
| Charlotte Eagles       | Charlotte    | Carolina del Nord | Restart Field               | 2.000    |
| Dayton Dutch Lions     | Dayton       | Ohio              | Dayton Out. Center Stadium  | 3.000    |
| Harrisburg City I.     | Harrisburg   | Pennsylvania      | Skyline Sports Complex      | 4.000    |
| Los Angeles Blues      | Irvine       | California        | Anteater Stadium            | 2.500    |
| Orlando City           | Orlando      | Florida           | Citrus Bowl                 | 65.438   |
| Pittsburgh Riverhounds | Pittsburgh   | Pennsylvania      | Chartiers Valley HS Stadium | 4.600    |
| Richmond Kickers       | Richmond     | Virginia          | City Stadium                | 22.000   |
| Rochester Rhinos       | Rochester    | New York          | Sahlen's Stadium            | 13.768   |
| Wilmington Hammerheads | Wilmington   | Carolina del Nord | Legion Stadium              | 6.000    |

## Classifica regular season
|  | Pos. | Squadra                | Pt | G  | V  | N  | P  | GF | GS | DR  |
|  | ---- | ---------------------- | -- | -- | -- | -- | -- | -- | -- | --- |
|  | 1.   | Orlando City           | 57 | 24 | 17 | 6  | 1  | 50 | 18 | +32 |
|  | 2.   | Rochester Rhinos       | 41 | 24 | 12 | 5  | 7  | 27 | 23 | +4  |
|  | 3.   | Charleston Battery     | 38 | 24 | 12 | 2  | 10 | 36 | 26 | +10 |
|  | 4.   | Richmond Kickers       | 38 | 24 | 11 | 5  | 8  | 31 | 27 | +4  |
|  | 5.   | Wilmington Hammerheads | 37 | 24 | 10 | 7  | 7  | 34 | 32 | +2  |
|  | 6.   | Harrisburg City I.     | 37 | 24 | 10 | 7  | 7  | 34 | 29 | +5  |
|  | 7.   | Charlotte Eagles       | 36 | 24 | 11 | 3  | 10 | 34 | 26 | +8  |
|  | 8.   | Los Angeles Blues      | 30 | 24 | 9  | 3  | 12 | 26 | 29 | -3  |
|  | 9.   | Dayton Dutch Lions     | 22 | 24 | 4  | 10 | 10 | 20 | 29 | -9  |
|  | 10.  | Pittsburgh Riverhounds | 17 | 24 | 4  | 5  | 15 | 20 | 39 | -19 |
|  | 11.  | Antigua Barracuda      | 16 | 24 | 5  | 1  | 18 | 16 | 50 | -34 |

## Play-off
|  | Primo turno | Primo turno            | Primo turno        |                             |                        | Semifinali             | Semifinali   | Semifinali |  |  | Finale | Finale | Finale |  |
|  |             |                        |                    |                             |                        |                        |              |            |  |  |        |        |        |  |
|  |             |                        |                    |                             |                        | 1                      | Orlando City | 3          |  |  |        |        |        |  |
|  |             |                        |                    |                             |                        | 1                      | Orlando City | 3          |  |  |        |        |        |  |
|  |             |                        |                    | Wilmington Hammerheads      | 4                      |                        |              |            |  |  |        |        |        |  |
|  | 4           | Richmond Kickers       | 2                  | Wilmington Hammerheads      | 4                      |                        |              |            |  |  |        |        |        |  |
|  | 4           | Richmond Kickers       | 2                  |                             |                        |                        |              |            |  |  |        |        |        |  |
|  | 5           | Wilmington Hammerheads | 3                  |                             |                        |                        |              |            |  |  |        |        |        |  |
|  | 5           | Wilmington Hammerheads | 3                  |                             | Wilmington Hammerheads | Wilmington Hammerheads | 0            |            |  |  |        |        |        |  |
|  |             |                        |                    |                             |                        |                        |              |            |  |  |        |        |        |  |
|  |             |                        | Charleston Battery | Charleston Battery          | 1                      |                        |              |            |  |  |        |        |        |  |
|  |             |                        |                    | Charleston Battery          | 1                      |                        |              |            |  |  |        |        |        |  |
|  |             |                        |                    |                             |                        |                        |              |            |  |  |        |        |        |  |
|  |             |                        |                    |                             |                        |                        |              |            |  |  |        |        |        |  |
|  |             | 2                      | Rochester Rhinos   | 1 (3)                       |                        |                        |              |            |  |  |        |        |        |  |
|  |             |                        |                    | 1 (3)                       |                        |                        |              |            |  |  |        |        |        |  |
|  |             |                        |                    | Charleston Battery (d.t.r.) | 1 (4)                  |                        |              |            |  |  |        |        |        |  |
|  | 3           | Charleston Battery     | 2                  | Charleston Battery (d.t.r.) | 1 (4)                  |                        |              |            |  |  |        |        |        |  |
|  | 3           | Charleston Battery     | 2                  |                             |                        |                        |              |            |  |  |        |        |        |  |
|  | 6           | Harrisburg City I.     | 1                  |                             |                        |                        |              |            |  |  |        |        |        |  |

## Verdetti
- Charleston Battery Campione USL Pro 2012 (primo titolo)
- Orlando City Vincitore Commissioner's Cup 2012